# Флагман І рангу
Фла́гман І ра́нгу (нід. vlagman, від нід. vlag — прапор та нід. man — людина) — військове звання вищого командного складу у Робітничо-селянському Червоному флоті СРСР з 1935 до 1940.
Введено Постановою ЦВК СРСР і СНК СССР від 22 вересня 1935 року «Про введення персональних військових звань начальницького складу РСЧА», скасовано Указом Президії Верховної ради СРСР від 7 травня 1940 року «Про встановлення військових звань вищого командного складу Червоної армії».
Вище за флагмана ІІ рангу, нижче за флагмана флоту ІІ рангу. Відповідало званням комкор, корпусний комісар, корінтендант, корвоєнюріст, корінженер, корврач, а також званню військово інженерного складу ВМС інженер-флагман І рангу.
Указами Президії Верховної Ради СРСР від 7 травня 1940 звання флагман І рангу як і інші звання вищого командного складу замінено на генеральські і адміральські військові звання .

## Знаки розрізнення
Згідно з главою 4 наказу про введення персональних військових звань, флагман І рангу та відповідний за рангом начальницький склад ВМС мали за знаки розрізнення три стрічки (одну широку вище якої розміщувалася дві середні).
Командний склад , військово-політичний та військово-технічний склад мали стрічки жовтого (золотого) кольору, інший начальницький склад білого (срібного) кольору. Колір між стрічками командний склад мав кольору мундиру, начальницький склад кольору служби. Наприклад корпусний комісар мав три золоті стрічки як флагман І рангу, але з червоними просвітами між стрічками.
Після введення у 1940 році адміральських звань, знаки розрізнення флагмана І рангу отримав віце-адмірал.
Незважаючи на те, що у 1943 році як знаки розрізнення були введені галунні погони, стрічки на рукавах продовжували використовуватися. Знаки розрізнення віце-адмірала, тотожні знакам розрізнення скасованого звання «флагман І рангу» використовувалися до самого розпаду СРСР у 1991 році. Збройні сили України які утворилися під час розпаду СРСР, перейняли радянський зразок військових звань, а також радянських знаків розрізнення. 5.07.2016 року президент України затверджує «Проект однострою та знаки розрізнення Збройних Сил України». В Проекті серед іншого розглянуті військові звання та знаки розрізнення військовослужбовців. Змінюються знаки розрізнення військовослужбовців, відходячи від радянського зразку. 20.11.2017 виходить наказ Міністерства оборони України №606 де уточнюються правила носіння і використання однострою військовослужбовцями. Знаками розрізнення віце-адмірала ВМС України зостаються три стрічки (одна широка та дві середні). 